# 东印度分舰队
东印度分舰队（East India Squadron）19世纪美国海军舰队，主要负责保护美国在远东地区的利益。具体任务包括巡航中国长江。东印度分舰队建立于1835年，1865年被纳入新建立的亚洲分舰队。该分舰队曾参与第一次鸦片战争、日本开国、第二次鸦片战争、台湾远征。